# Franklin megye (Illinois)
Franklin megye az Amerikai Egyesült Államokban, azon belül Illinois államban található. Megyeszékhelye Benton, legnagyobb városa West Frankfort. Lakosainak száma 37 804 fő (2020. április 1.). Franklin megye Jefferson, Williamson, Hamilton, Saline, Jackson és Perry megyékkel határos.

## Népesség
A megye népességének változása:
| Lakosok száma | 39 594 | 39 590 | 39 482 | 39 202 | 39 485 | 37 804 |
|               | 2010   | 2011   | 2012   | 2013   | 2015   | 2020   |